# Vorarlberg museum
Il vorarlberg museum (ex Vorarlberger Landesmuseum) è il museo statale d'arte e cultura di Bregenz.
Al suo interno si trovano testimonianze dell'arte e della cultura locale, conservate e rese accessibili al pubblico. Filo conduttore del museo è la storia del Vorarlberg in una prospettiva passata e futura. Andreas Rudigier è il direttore del vorarlberg museum dal 1º aprile 2011.

## Storia

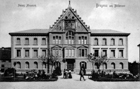
Vorarlberger Landesmuseum (1905)

Il Voralberger Landesmuseum fu fondato nel 1857 dall’associazione privata Museums-Verein für Vorarlberg. L’edificio del museo e le sue collezioni furono trasferiti allo stato del Vorarlberg nel 1947/48. La gestione amministrativa del museo è coadiuvata dal 1997 dal Vorarlberger Kulturhäuser BetriebsGmbH la quale offre sostegno anche alla locale Kunsthaus Bregenz e al Vorarlberger Landestheater.

## Architettura
Il 5 ottobre 2009 l'edificio è stato chiuso per un periodo di costruzione e ristrutturazione durato circa tre anni. Il museo preesistente fu demolito e ricostruito sullo stesso sito con l'aggiunta di un edificio adiacente. Lo studio di architettura Cukrowicz Nachbaur Architekten, con sede a Bregenz, si è aggiudicato l’appalto dei lavori.
Il noto graphic designer Stefan Sagmeister, incaricato di creare un nuovo corporate design e identity per il museo, ha presentato la nuova immagine del museo di Bregenz all'inizio del 2011. Nel corso di questa operazione il museo fu rinominato, passando da Vorarlberger Landesmuseum a vorarlberg museum. Il nuovo edificio è stato riaperto nel giugno 2013 con uno spazio espositivo raddoppiato.
Il costo complessivo del nuovo edificio, inaugurato il 21 giugno 2013, è stato di 35,3 milioni di Euro.

## Il patrimonio
Le collezioni includono reperti archeologici, opere d’arte di diversi periodi storici e beni culturali etnologici del Vorarlberg. Dipinti, disegni, opere grafiche, fotografie, sculture, installazioni di stanze e oggetti di artigianato, riflettono la creatività artistica delle singole epoche, dal Medioevo fino alla contemporaneità. La sezione di etnologia europea comprende una collezione di costumi e tessuti tradizionali, stampe e modelli, giocattoli e reperti della cultura rurale, industriale e artigianale.  Al museo è annessa una biblioteca specializzata comprendente circa 30.000 volumi.

### Arte
La collezione di storia dell'arte abbraccia il Medioevo, il Gotico, il Barocco e il XIX secolo fino al presente. Tra le particolarità del museo vorarlberg, spiccano la collezione di Angelika Kauffmann e una collezione gotica. L'arte moderna comprende opere di Rudolf Wacker, Herbert Reyl-Hanisch, Albert Bechtold e Edmund Kalb. Dipinti, disegni, opere grafiche, fotografie, sculture, installazioni e oggetti di artigianato artistico riflettono l'arte delle singole epoche.

## Mostre principale
„buchstäblich vorarlberg“ (in italiano "letteralmente vorarlberg")
La mostra permanente “buchstäblich vorarlberg” presenta oggetti provenienti dal ricco patrimonio del museo, che illustrano un pezzo di storia della collezione e della contemporaneità, organizzati in ordine alfabetico e in 26 gruppi di oggetti. La mostra inizia con “a wie angelicamad”, una serie di incisioni dell'artista Angelika Kauffmann, il cui padre era originario del Bregenzerwald. La mostra si conclude con il tesoro di monete di Sonderberg “z wie zahla”. In mezzo, modelli architettonici, fotografie, figure di santi, pomi di spade, cofani di costumi tradizionali e molto altro ancora.
„Weltstadt oder so? Brigantium im 1. Jh. n. Chr.“ (in italiano "Città cosmopolita o simile? Brigantium nel I secolo d.C.")
La mostra archeologica „Weltstadt oder so? Brigantium im 1. Jh. n. Chr.“ ha seguito le orme della scienza e ha dato un nuovo sguardo ai ritrovamenti effettuati negli ultimi 150 anni in uno dei cimiteri più grandi della regione. Dopo la mostra "Römer oder so?" (2013-2018), "Weltstadt oder so?" racconta di come si viveva insieme in quella che allora era Brigantium (l'odierna Bregenz). Molte domande rimangono senza risposta e per rispondere ad esse si può solo procedere per via speculativa. Nella mostra con i reperti di Brigantium, i visitatori di tutte le età possono esplorare il mondo dell'epoca romana.
„Farben/Lichter/See“ (in italiano "Colori/Luci/Lago")
L'artista del Vorarlberg Miriam Prantl ha creato un'installazione luminosa Colori/Luci/Lago per le scale all'interno del vorarlberg museum: un gioco di colori basato sulle atmosfere luminose del Lago di Costanza. Una striscia LED è incorporata nella ringhiera, i cui movimenti di luce verso l'alto corrispondono alla programmazione di sette cubi luminosi. Decelerazione, calma, contemplazione: l'effetto dei colori e della luce intende preparare i visitatori alla visita della mostra.

## Premi
- Österreichischer Museumspreis 2016 (Premio Museo Austriaco)[13]
- Menzione speciale al concorso „Premio del museo europeo dell'anno 2015“[14]
- Certificazione ÖKOPROFIT® (dal 2015)
- Österreichisches Museumsgütesiegel® (2014-2019)[15] (marchio di qualità dei musei austriaci)